# Канаршино
Кана́ршино (фин. Kanasko) — деревня в Бегуницком сельском поселении Волосовского района Ленинградской области.

## История
Упоминается на карте Ингерманландии А. И. Бергенгейма, составленной по материалам 1676 года, как деревня Skurkowits.
На шведской «Генеральной карте провинции Ингерманландии» 1704 года — как деревня Scherkovits.
Согласно 8-й ревизии 1833 года деревня называлась Канаришно и принадлежала жене бригадира В. Л. Фермор.
На карте Санкт-Петербургской губернии Ф. Ф. Шуберта 1834 года обозначены две смежные деревни Старая Канаршина и Новая Канаршина.

КАНАРШИНА — деревня, принадлежит наследникам графини Федмар, число жителей по ревизии: 16 м. п., 15 ж. п.
 
КОРПИЯ — деревня, принадлежит государю великому князю Михаилу Павловичу, число жителей по ревизии: 16 м. п., 17 ж. п. (1838 год)

На этнографической карте Санкт-Петербургской губернии П. И. Кёппена 1849 года она обозначена как деревня «Kanasko», расположенная в ареале расселения савакотов. В пояснительном тексте к этнографической карте она записана как две деревни: Neu Kanasko (Канаршина) и Alt Kanasko (Корпия), с общим количеством жителей на 1848 год: 16 м. п., 15 ж. п., всего 31 человек, все савакоты.
Согласно 9-й ревизии 1850 года деревня называлась Конорщино и принадлежала баронессе Екатерине Ивановне Велио.
На карте профессора С. С. Куторги 1852 года обозначены деревни Старая Канаршина и Новая Канаршина.

КАНАРШИНА — деревня барона Фон-Велио, по просёлочной дороге, число дворов — 5, число душ — 17 м. п.

КОРПИЯ — деревня Ораниенбаумского дворцового правления, по просёлочной дороге, число дворов — 9, число душ — 19 м. п. (1856 год)

Согласно 10-й ревизии 1856 года деревня Канаршино также принадлежала помещице Екатерине Ивановне Велио.
Согласно «Топографической карте частей Санкт-Петербургской и Выборгской губерний» 1860 года деревня Канаршино состояла из 6 крестьянских дворов, смежно с ней обозначена деревня Еарни (Корига) из 9 дворов.

КАНАРШИНО — деревня владельческая при ручье Болотном, по левую сторону Нарвского шоссе в 64 верстах от Петергофа, число дворов — 8, число жителей: 17 м. п., 25 ж. п.

КОРПИЯ — деревня Ораниенбаумского дворцового ведомства при колодце, по левую сторону Нарвского шоссе в 64 верстах от Петергофа, число дворов — 9, число жителей: 23 м. п., 26 ж. п. (1862 год)

- Деревни Канаршино и Корпия на карте 1885 года

Согласно «Карте окрестностей Санкт-Петербурга» в 1885 году деревня называлась Канарщина и состояла из 9 крестьянских дворов, смежно с ней располагалась деревня Корпия из 12 дворов.
В конце XIX века деревня административно относилась к Бегуницкой волости 1-го стана Петергофского уезда Санкт-Петербургской губернии, в начале XX века — 2-го стана. Население деревни было исключительно финским.
К 1913 году количество дворов в деревне Канарщина не изменилось, а в деревне Корпия увеличилось до 14.
С 1917 по 1923 год деревня Канаршино входила в состав Артюшкинского сельсовета Бегуницкой волости Петергофского уезда.
С 1923 года в составе Гатчинского уезда.
Согласно переписи населения СССР 1926 года в деревне Канаршино Бегуницкого сельсовета Бегуницкой волости Троцкого уезда проживали 84 человека, большинство финны, а также русские и китайцы; в деревне Корпия — 90 человек, большинство финны, а также русские.
С 1927 года в составе Волосовского района.
По данным 1933 года деревня Канаршино, а также выселок Канаршино и деревня Корпия, входили в состав Артюшинского сельсовета Волосовского района.
- План деревень Канаршино и Корпия. 1938 год

Согласно топографической карте 1938 года деревня называлась Канарщина и насчитывала 18 дворов, а деревня Корпия — 17.
C 1 августа 1941 года по 31 декабря 1943 года деревня находилась в оккупации.
С 1954 года в составе Губаницкого сельсовета.
С 1959 года в составе Терпилицкого сельсовета.
С 1963 года в составе Кингисеппского района.
С 1965 года вновь в составе Волосовского района. В 1965 году население деревни Канаршино составляло 187 человек.
По данным 1966 года деревня называлась Канарщино и также находилась в составе Терпилицкого сельсовета.
По данным 1973 и 1990 годов в состав Терпилицкого сельсовета входила деревня Канаршино.
В 1997 году в деревне Канаршино проживали 115 человек, в 2002 году — 122 человека (русские — 94 %), деревня входила в Терпилицкую волость.
В 2007 году проживали 90 человек, деревня входила в состав Терпилицкого сельского поселения>.
7 мая 2019 года деревня вошла в состав Бегуницкого сельского поселения.

## География
Деревня расположена в центральной части района на автодороге 41К-014 (Волосово — Керново).
Расстояние до административного центра поселения — 4 км.
Расстояние до ближайшей железнодорожной станции Волосово — 14 км.

## Демография
| 1862 | 2002 | 2007 | 2010 | 2017 |
| ---- | ---- | ---- | ---- | ---- |
| 42   | ↗122 | ↘90  | ↘83  | ↗107 |

### Национальный состав
Согласно данным Всероссийской переписи населения 2021 года в деревне проживали 119 человек, из них:
 русские — 113, узбеки — 5, один человек национальность не указал.

## Достопримечательности
- Близ деревни находится курганно-жальничный могильник XI—XIV веков[34].